# Tsunami Azul Fútbol Femenino
El Tsunami Azul Femenino Fútbol Club es un equipo de fútbol femenino de la Primera División Femenina de Costa Rica, ubicado en Santa Cruz, Guanacaste.

## Historia
El 10 de diciembre de 2023, Tsunami Azul ascendió a la Primera División Femenina de Costa Rica tras derrotar a Carmelita FF en la gran final por el ascenso tras el marcador global por 3-4, como también obtener el título del campeonato.

## Datos del Club

### Primera División
- Primer partido:
- Primera victoria:
- Primera victoria como local:
- Primera victoria como visitante:
- Primera derrota:
- Primera derrota como local:
- Primera derrota como visitante:
- Primer gol:
- Mayor goleada a favor:

## Palmarés

### Títulos nacionales
| Competiciones nacionales             | Títulos | Subcampeonatos |
| ------------------------------------ | ------- | -------------- |
| Segunda División de Costa Rica (1/1) | 2023    | 2021           |